# Gauss-elimináció
A Gauss-elimináció a lineáris algebra egy lineáris egyenletrendszerek megoldására használatos algoritmusa.
Az eljárás Carl Friedrich Gauss nevét viseli, aki maga is leírt a lineáris egyenletrendszerek megoldására szolgáló általános eljárást, azonban ez az eljárás már Gauss előtt is ismert volt.

## Az eljárás célja és előnyei
Legyen adott a következő lineáris egyenletrendszer:
{\displaystyle a_{11}x_{1}+a_{12}x_{2}+\dots +a_{1n}x_{n}=b_{1}}
{\displaystyle a_{21}x_{1}+a_{22}x_{2}+\dots +a_{2n}x_{n}=b_{2}}
{\displaystyle \dots }
{\displaystyle a_{m1}x_{1}+a_{m2}x_{2}+\dots +a_{mn}x_{n}=b_{m}}
Az eljárás során az egyenletrendszer megoldásait keressük, ahol megoldás alatt olyan {\displaystyle k_{1},k_{2},\dots ,k_{n}} értendő, amely az {\displaystyle x_{1},x_{2},\dots ,x_{n}} ismeretlenek helyére behelyettesítve mind az m egyenletet kielégíti.
Az elimináció-, azaz kiküszöbölés-módszer lényege abban áll, hogy rendszerünket visszavezetjük vagy valamely háromszög- vagy átlós mátrixszal reprezentálható alakra. Ezt sorozatos, jobb és bal oldalon egyaránt alkalmazott, lineáris transzformációk segítségével érjük el.

Az egyenletrendszert felfoghatjuk így: 

{\displaystyle Ax=b\,}
Első lépésben a T1 mátrixszal szorozzuk mindkét oldalt: 

{\displaystyle T_{1}Ax=T_{1}b\,}
Majd T2 transzformációnak vetjük alá:

{\displaystyle T_{2}T_{1}Ax=T_{2}T_{1}b\,}
Az m-edik lépés után az egyenletünk:
{\displaystyle A'x=b'\,}
amely numerikus megoldása közvetlen módon kivitelezhető.

Azt is megtehetjük, hogy az A,b → A',b' transzformáció helyett A,x → A',x' típusú alakítást végzünk:

{\displaystyle (AQ_{1})(Q_{1}^{-1}x)=b\ldots \,}
Szemben az előbbi esettel, itt szükséges számontartanunk a végzett transzformációkat, mivel a megoldást nem a végső x', hanem az eredeti x = Q1 · Q2 · ... Qm · x'  vektorra akarjuk meghatározni. A gyakorlatban a Ti és Qi gyöktartó transzformációkat egyidejűleg végezzük. Feladatunk ezek azonosítása, illetve egymás utáni alkalmazásuk algoritmizálása.

Célunk az A mátrix bizonyos elemeinek a kinullázása a lehető legkisebb kerekítési hiba mellett. A következő egyszerű műveleteket használjuk:
- Felcserélve A bármely két sorát és a megfelelő sorokat b-ben , nem módosul az x megoldásvektor. Ez nyilvánvalóvá válik, ha észrevesszük, hogy a művelet az eredeti egyenletrendszer két egyenletének triviális felcserélését jelenti.
- Hasonlóképpen, ha bármelyik sort A-ban helyettesítjük önmaga és bármely másik sor lineáris kombinációjával, nem módosul a megoldás, ha azonos műveletet végzünk el b vektoron is. Az egyenletrendszer szintjén ez megint csak magától értetődik, tudniillik két egyenlet összeadása nem módosítja a megoldást.
- Két oszlop cseréje az A-ban a megfelelő együtthatók felcserélését teszik szükségessé az x megoldásvektorban. Az egyes egyenletek szintjén ez az összeadás kommutativitásának kihasználását jelenti.

A mátrix-szorzások n3-bel arányos számítási költségének elkerülése érdekében kihasználjuk azt a tényt, hogy a fenti műveleteknek megfelelő transzformációs mátrixokban csak n elem különbözik nullától. Ezért a sorok és oszlopok módosítását közvetlenül elvégezhetjük n-nel arányos művelettel.

## Megengedett módszerek
A Gauss-elimináció szerint az egyenletrendszereket csak a következő megengedett lépésekkel szabad megoldani:
- két egyenlet felcserélése,
- egyenlet számmal szorzása,
- egyik egyenlethez a másik skalárszorosának hozzáadása.

## Az egyenletrendszer rendezése
{\displaystyle a_{11}x_{1}+a_{12}x_{2}+\dots +a_{1n}x_{n}=b_{1}}
{\displaystyle a_{21}x_{1}+a_{22}x_{2}+\dots +a_{2n}x_{n}=b_{2}}
{\displaystyle \dots }
{\displaystyle a_{m1}x_{1}+a_{m2}x_{2}+\dots +a_{mn}x_{n}=b_{m}}
Ekkor tegyük fel, hogy {\displaystyle a_{11}\neq 0}. (Ez az állapot az egyenletek sorrendjének felcserélésével elérhető.) Ekkor vonjuk ki az i. egyenletből (ahol {\displaystyle i\geq 2}) az első egyenlet {\displaystyle {\frac {a_{i1}}{a_{11}}}} – szeresét. Az {\displaystyle a_{11}} átló menti elemet, amellyel osztunk, főelemnek nevezzük.
A következő egyenletrendszert kapjuk:
{\displaystyle a_{11}^{,}x_{1}+a_{12}^{,}x_{2}+\dots +a_{1n}^{,}x_{n}=b_{1}^{,}}
{\displaystyle 0+a_{22}^{,}x_{2}+\dots +a_{2n}^{,}x_{n}=b_{2}^{,}}
{\displaystyle \dots }
{\displaystyle 0+a_{m2}^{,}x_{2}+\dots +a_{mn}^{,}x_{n}=b_{m}^{,}}
Ezután az {\displaystyle i\neq 2} egyenletekből vonjuk ki a második egyenlet {\displaystyle {\frac {a_{i2}}{a_{22}}}}–szeresét. Ekkor a
{\displaystyle a_{11}^{,,}x_{1}+0+\dots +a_{1n}^{,,}x_{n}=b_{1}^{,,}}
{\displaystyle 0+a_{22}^{,,}x_{2}+\dots +a_{2n}^{,,}x_{n}=b_{2}^{,,}}
{\displaystyle \dots }
{\displaystyle 0+0+\dots +a_{mn}^{,,}x_{n}=b_{m}^{,,}}
egyenletrendszert kapjuk. Hasonló módon folytatva az eljárást a következő egyenletrendszerhez jutunk:
{\displaystyle a_{11}^{*}x_{1}+0+\dots +a_{1r+1}^{*}x_{r+1}+\dots +a_{1n}x_{n}=b_{1}^{*}}
{\displaystyle 0+a_{22}^{*}x_{2}+\dots +a_{2r+1}^{*}x_{r+1}+\dots +a_{2n}^{*}x_{n}=b_{2}^{*}}
{\displaystyle \dots }
{\displaystyle 0+0+\dots +a_{rr}^{*}x_{r}+a_{rr+1}^{*}x_{r+1}+\dots +a_{rn}^{*}x_{n}=b_{r}^{*}}
{\displaystyle 0=b_{r+1}^{*}}
{\displaystyle \dots }
{\displaystyle 0=b_{m}^{*}}
Így az egyenletrendszer kibővített mátrixából elemi átalakításokkal eljutottunk a következő mátrixhoz:
{\displaystyle {\begin{bmatrix}a_{11}^{*}&0&\dots &0&a_{1r+1}^{*}&\dots &a_{1n}^{*}&b_{1}^{*}\\0&a_{22}^{*}&\dots &0&a_{2r+1}^{*}&\dots &a_{2n}^{*}&b_{2}^{*}\\\vdots &&\ddots &&\vdots &&\vdots &\vdots \\0&0&\dots &a_{rr}^{*}&a_{rr+1}^{*}&\dots &a_{rn}^{*}&b_{r}^{*}\\0&\vdots &&&&&0&b_{r+1}^{*}\\\vdots &&&&&&\vdots &\vdots \\0&\dots &&&&&0&b_{n}^{*}\\\end{bmatrix}}}

## Következmények
Ha a {\displaystyle b_{r+1}^{*}\dots b_{m}^{*}} mindegyike egyenlő 0-val, akkor az egyenletrendszer megoldható (ekkor az egyenletrendszer mátrixának rangja megegyezik a kibővített mátrixának rangjával).
Ha ezen elemek valamelyike nem 0 akkor az egyenletrendszer nem oldható meg. (ekkor az egyenletrendszer mátrixának rangja kisebb a kibővített mátrixénál.)
Tehát egy egyenletrendszer akkor és csak akkor oldható meg, ha mátrixának rangja egyenlő kibővített mátrixának rangjával.
Ha az egyenletek száma nem pontosan r akkor az egyenletrendszer megoldása nem egyértelmű. Egy lineáris egyenletrendszer akkor és csak akkor oldható meg egyértelműen, ha mátrixának és kibővített mátrixának rangja egyaránt megegyezik az egyenletben szereplő ismeretlenek számával.

## Algoritmus
Miután kinullázzuk a megfelelő elemeket, a rendszerünk ilyen alakú lesz:
az (1), (2)... (n) felső indexek az egyes lépéseket jelölik.
A Gauss-módszer algoritmusa a következőképpen képzelhető el:
function {\displaystyle Gauss} inout: {\displaystyle (a_{ij}),(b_{i})i,j=1..n} (az A mátrixot és a b vektort „helyben” módosítjuk)

for {\displaystyle k\leftarrow 1} to {\displaystyle n-1} do
for {\displaystyle i\leftarrow k+1} to {\displaystyle n} do
{\displaystyle l\leftarrow a_{ik}/a_{kk}}
{\displaystyle b_{i}\leftarrow b_{i}-lb_{k}}
for {\displaystyle j\leftarrow k} to {\displaystyle n} do
{\displaystyle a_{ij}\leftarrow a_{ij}-la_{kj}}
end for
end for
end for
return {\displaystyle (a_{ij}),(b_{i})}
end function
Ebben az algoritmusban feltételeztük, hogy az {\displaystyle a_{kk}^{(k)}\neq 0} feltétel minden esetben teljesül. Az algoritmus megvalósításánál azonban ezt a tesztelést célszerű a kódba beépíteni.
A kapott rendszer mátrixa egy felső-háromszög mátrix. Amennyiben az utolsó egyenletre is érvényes az {\displaystyle a_{nn}^{(n)}\neq 0} feltétel, akkor a rendszert egyszerűen megoldhatjuk.
A kiküszöbölés vezető rendben {\displaystyle 2n^{3}/3} műveletet tesz szükségessé, tehát a visszahelyettesítés {\displaystyle n^{2}/2} műveletigénye elhanyagolható nagy rendszerek megoldása esetén.

## Példa
Példaképpen tekintsük át a módszer lépéseit egy konkrét 3 x 3-as mátrixszal leírható egyenletrendszer esetén:
{\displaystyle {\begin{pmatrix}1&5&-2\\2&3&1\\2&4&-3\end{pmatrix}}}
{\displaystyle {\begin{pmatrix}x_{1}\\x_{2}\\x_{3}\end{pmatrix}}} =
{\displaystyle {\begin{pmatrix}2\\5\\2\end{pmatrix}}} (főelem: 1) →
{\displaystyle {\begin{pmatrix}1&5&-2\\0&-7&5\\0&-6&1\end{pmatrix}}}
{\displaystyle {\begin{pmatrix}x_{1}\\x_{2}\\x_{3}\end{pmatrix}}} =
{\displaystyle {\begin{pmatrix}2\\1\\-2\end{pmatrix}}} (főelem: -7) →
{\displaystyle {\begin{pmatrix}1&5&-2\\0&-7&5\\0&0&{\frac {-23}{7}}\end{pmatrix}}}
{\displaystyle {\begin{pmatrix}x_{1}\\x_{2}\\x_{3}\end{pmatrix}}} =
{\displaystyle {\begin{pmatrix}2\\1\\{\frac {-20}{7}}\end{pmatrix}}}
A megoldások:
{\displaystyle x_{1}={\frac {31}{23}},x_{2}={\frac {11}{23}},x_{3}={\frac {20}{23}}}

## Ritka mátrixok
A ritka mátrixok Gauss-eliminációja során fellépő jelenséget, hogy olyan helyeken keletkezik nemzérus elem, ahol eredetileg nulla állt, feltöltődésnek nevezik. Mivel a ritka mátrixokban a nulla elemeket általában helytakarékosan tárolják, ezért a feltöltődésre ügyelni kell: helyet kell szerezni az újonnan keletkezett elemeknek. Ha külön nem foglalkoznak vele, a feltöltődés nagymértékű is lehet; egy eliminációs lépés alatt akár az egész mátrix feltöltődhet.
A minimális feltöltődés (minimum fill-in) elérése kívánatos cél, a szükséges számítási bonyolultságról még kevés tanulmány született; általában segíthet, ha a problémát okozó sorokat, oszlopokat a Gauss-elimináció végén kezeljük, amit a minimális fokszám algoritmus (az elimináció k-adik lépésében azt a főátlóbeli elemet választjuk főelemnek, amelynek az i index fokszáma minimális) valósít meg.